# 德扬·博迪罗加
德扬·博迪罗加（羅馬化：Dejan Bodiroga，1973年3月2日—），塞尔维亚男子篮球运动员。他曾代表南联盟、塞尔维亚和黑山参加1996年、2000年和2004年夏季奥林匹克运动会篮球比赛，获得一枚银牌。